# Joginder Singh

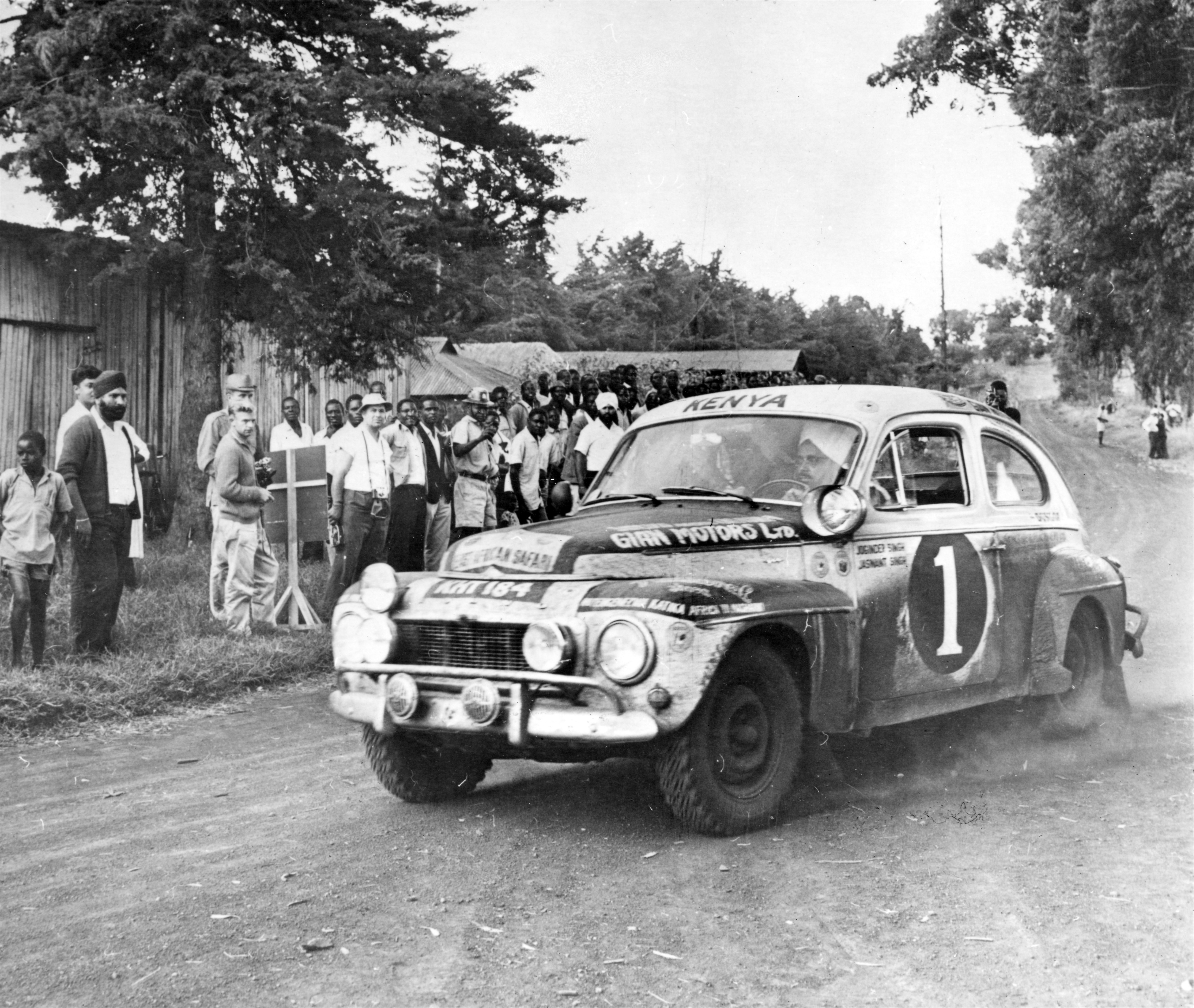
Bröderna Singh i sin PV 544, 1965.

Sardar Joginder Singh Bhachu, född 9 februari 1932 i Kericho i Kenya, död 20 oktober 2013 i London, var en kenyansk rallyförare.
Joginder Singh, även kallad den flygande sikhen, körde Safarirallyt 22 gånger. Första segern kom 1965, då han som första icke-europé vann tillsammans med brodern Jaswant i en Volvo PV544 som Tom Trana tävlat med året innan.
Singh vann tävlingen ytterligare två gånger under 1970-talet; 1974 tillsammans med David Doig i en fabrikstrimmad Mitsubishi Colt Lancer  och 1976 vann de båda med en Mitsubishi Lancer 1600 GSR. 